# Mohammed Diomande
Diomandé Mohammed Baba (Yopougon Costa de Marfil, 30 de octubre de 2001), conocido comúnmente como Mohammed Diomande, es un futbolista marfileño que juega como centrocampista en el Rangers F. C. de la Scottish Premiership.

## Trayectoria
Creció en Wassakara, en el barrio de Yopougon de la capital marfileña, Abiyán, llegó al club danés F. C. Nordsjælland a través de la Right to Dream Academy de Ghana. Debutó como profesional el 19 de febrero de 2020 en un partido de la Superliga de Dinamarca contra el AC Horsens, siendo titular en la victoria local por 6-0 antes de ser sustituido en el minuto 60 por Clinton Antwi. Posteriormente fue elogiado por el entrenador Flemming Pedersen, quien declaró que "[cubre] una amplia zona del campo [...] es un buen regateador y físicamente fuerte. Cuando se adapte a la Superliga, también se convertirá en uno de nuestros jugadores más importantes". Terminó su primera temporada con 15 apariciones totales.
Marcó su primer gol con el Nordsjælland el 13 de septiembre de 2020, en la primera jornada de la temporada 2020-21, en la derrota por 3-2 ante el Brøndby IF.
En enero de 2024 fue cedido al Rangers F. C. con la obligación de comprarlo al final de temporada.

## Estadísticas

### Clubes
Actualizado al último partido disputado el 30 de noviembre de 2023.
| Club                         | Div.          | Temporada     | Liga  | Liga  | Liga   | Copas nacionales | Copas nacionales | Copas nacionales | Copas internacionales | Copas internacionales | Copas internacionales | Total | Total | Total  |
| Club                         | Div.          | Temporada     | Part. | Goles | Asist. | Part.            | Goles            | Asist.           | Part.                 | Goles                 | Asist.                | Part. | Goles | Asist. |
| ---------------------------- | ------------- | ------------- | ----- | ----- | ------ | ---------------- | ---------------- | ---------------- | --------------------- | --------------------- | --------------------- | ----- | ----- | ------ |
| F. C. Nordsjælland Dinamarca | 1.ª           | 2019-20       | 15    | 0     | 2      | 0                | 0                | 0                | ―                     | ―                     | ―                     | 15    | 0     | 2      |
| F. C. Nordsjælland Dinamarca | 1.ª           | 2020-21       | 11    | 3     | 2      | 1                | 0                | 0                | ―                     | ―                     | ―                     | 12    | 3     | 2      |
| F. C. Nordsjælland Dinamarca | 1.ª           | 2021-22       | 25    | 3     | 0      | 1                | 1                | 0                | ―                     | ―                     | ―                     | 26    | 4     | 0      |
| F. C. Nordsjælland Dinamarca | 1.ª           | 2022-23       | 32    | 5     | 4      | 4                | 1                | 0                | ―                     | ―                     | ―                     | 36    | 6     | 4      |
| F. C. Nordsjælland Dinamarca | 1.ª           | 2023-24       | 13    | 0     | 3      | 1                | 0                | 0                | 7                     | 0                     | 1                     | 21    | 0     | 4      |
| F. C. Nordsjælland Dinamarca | Total club    | Total club    | 96    | 11    | 11     | 7                | 2                | 0                | 7                     | 0                     | 1                     | 110   | 13    | 12     |
| Total carrera                | Total carrera | Total carrera | 96    | 11    | 11     | 7                | 2                | 0                | 7                     | 0                     | 1                     | 110   | 13    | 12     |